# Cristina Guinea
Cristina Guinea González   (nacida el 31 de julio de 1992 en Barcelona, Cataluña) es una jugadora de hockey sobre hierba española. Disputó los Juegos Olímpicos de Río de Janeiro 2016 con España, obteniendo un octavo puesto y diploma olímpico.  Actualmente se encuentra viviendo en Hamburgo por un intercambio Universitario.

## Participaciones en Juegos Olímpicos
- Río de Janeiro 2016, puesto 8.